# Hump Passage
Hump Passage är ett sund i Antarktis. Det ligger i Västantarktis. Nya Zeeland gör anspråk på området.